# Асанкулов, Джумабек Асанкулович
Джумабек Асанкулович Асанкулов (1927—2007) — киргизский советский работник органов госбезопасности, генерал-лейтенант. Председатель КГБ Киргизской ССР (1989—1991). Член КПСС (с 1947). Депутат Верховного Совета СССР 9 созыва, народный депутат СССР.

## Биография
Родился 20 февраля 1927 года в селе Кепер-Арык (ныне — Московского района Чуйской области). Из крестьян. Киргиз.
С 1944 года работал в колхозе им. С. М. Будённого: учётчик, с 1945 года — весовщик.
В органах госбезопасности с сентября 1946 года. В апреле 1948 года окончил Ташкентскую МКШ МГБ, работал оперуполномоченным Фрунзенского горотдела, с 1951 года — старший оперуполномоченный, начальник отделения МГБ Киргизской ССР. В сентябре 1952 года направлен на учёбу в Высшую школу МГБ — КГБ, которую окончил в 1955 году с дипломом юриста-правоведа. Затем занимал следующие должности:
- заместитель начальника 2-го отдела КГБ при Совете Министров Киргизской ССР (октябрь 1955 — июнь 1961 г.);
- начальник Управления КГБ при Совете Министов Киргизской ССР по Ошской области (июнь 1961 — июль 1966 г.);
- заведующий отделом административных органов ЦК КП Киргизии (1966—1967 г.);
- председатель КГБ при СМ Киргизской ССР (19 марта 1967 — 18 апреля 1978 г.);
- старший преподаватель — начальник спецкурса спецфакультета «Б» Учебного центра спецфакультетов Краснознаменного института КГБ (1978 г.);
- старший преподаватель — начальник спецкурса спецфакультета «А» Учебного центра спецфакультетов Краснознаменного института КГБ (1978—1981 г.);
- старший преподаватель — начальник спецкурса спецфакультета «Б» Учебного центра спецфакультетов Краснознаменного института КГБ им. Ю. В. Андропова (1981—1988 г.);
- председатель КГБ Киргизской ССР (16 января 1989 — 19 августа 1991 г.).

С 1991 года — на пенсии. С 1998 года — советник Президента Кыргызстана А. Акаева, и. о. эксперта-консультанта и эксперт-советник Совета Безопасности Киргизии, в 2000—2001 годах — советник премьер-министра Киргизии К. С. Бакиева.
Умер 22 апреля 2007 года в Москве.
Депутат Совета Национальностей Верховного Совета СССР 9 созыва (1974—1979) от Кеминского избирательного округа № 333 Киргизской ССР; член Комиссии по делам молодёжи Совета Национальностей. Народный депутат СССР (1989—1991).

## Награды
- 2 ордена Красного Знамени;
- орден Трудового Красного Знамени;
- орден «Манас» II степени;
- нагрудный знак «Почетный сотрудник госбезопасности» (18.12.1957);
- 17 медалей, в их числе:
  - Медаль «В ознаменование 100-летия со дня рождения Владимира Ильича Ленина» (1970).